# Cornelis de Houtman
Cornelis de Houtman (Gouda, 2 april 1565 – Atjeh, 1 september 1599) was een Hollandse koopman en ontdekkingsreiziger die als opperkoopman met de eerste Nederlandse expeditie naar Oost-Indië voer, de 'Eerste Schipvaart' in 1595. Hij bezocht onder meer de eilanden Sumatra, Java, Madura en Bali. De zeereis staat bekend als de Eerste Schipvaart. In 1598 voer hij voor een tweede maal naar Oost-Indië, deze keer als admiraal van enkele schepen. Op deze reis werd hij bij Atjeh aan boord van zijn schip door de lokale bevolking vermoord, samen met tal van andere bemanningsleden.

## Biografie

### Privé
De Houtman was een zoon van de bierbrouwer Pieter Jacobszoon de Houtman, lid van de Goudse vroedschap en kapitein van de plaatselijke schutterij. Hij leerde de beginselen van de zeevaartkunde van de indertijd voorname maritiem deskundige Robbert Robbertsz. le Canu.

### Naar Portugal
Cornelis en zijn broer Frederick werden in 1592 door Vlaams cartograaf Petrus Plancius en Amsterdamse kooplieden naar Lissabon gestuurd om meer informatie in te winnen over de Carreira da Índia, de Portugese handelsroute naar Oost-Indië via Kaap de Goede Hoop, ter voorbereiding op een expeditie naar Oost-Indië. Ze kregen daar twee jaar de tijd voor. Tijdens hun spionageactiviteiten werden zij ontmaskerd en gevangengezet. Enkele kooplieden kochten hen vrij en begin 1594 waren De Houtman en zijn broer terug in Holland.

### Naar de Oost
Op 2 april 1595 vertrokken de schepen Amsterdam, Hollandia, Mauritius en de veel kleinere maar snellere Duyfken van Texel zuidwaarts. De organisatie was in handen van de voor deze expeditie opgerichte Compagnie van Verre.
Hoofddoel was Bantam, de grootste handelsplaats in de regio en vooral bekend als verkoopplaats van peper, aan de punt van de noordwestkust van Java. Tijdens de reis werden Bantam, Serang aan de westkust van Java en het oostelijk van Java gelegen eiland Bali aangedaan.  Er waren expliciet geen plannen naar de Molukken te varen.

Het sultanaat Bantam

Aan boord bevonden zich 249 bemanningsleden, waaronder Cornelis de Houtman en zijn broer Frederick. Met opzet was er geen admiraal van de vloot benoemd. De investeerders gaven de voorkeur aan een schipsraad, waarvan de leden op democratische wijze belangrijke beslissingen zouden nemen. Cornelis de Houtman was het hoofd van de koopmannen. Hij had die positie mede te danken aan zijn verwantschap aan de invloedrijke Reinier Pauw, een van de oprichters van de Compagnie van Verre.
De reis was bar en boos, met scheurbuik, ruzies en bedreigingen aan boord en veel vertraging. Tijdens de gevechten met inlanders sneuvelden ook diverse bemanningsleden. Alleen al op het kleine eiland Nosy Maritsa in Madagaskar werden zeventig manschappen begraven, voornamelijk wegens scheurbuik. Door het groot aantal doden waren er niet meer genoeg manschappen in leven om vier schepen te bevaren en werd er een dat lekte verbrand. Bij terugkomst in Holland in augustus 1597 waren nog 89 bemanningsleden in leven, waarvan er twee op Bali waren achtergebleven.

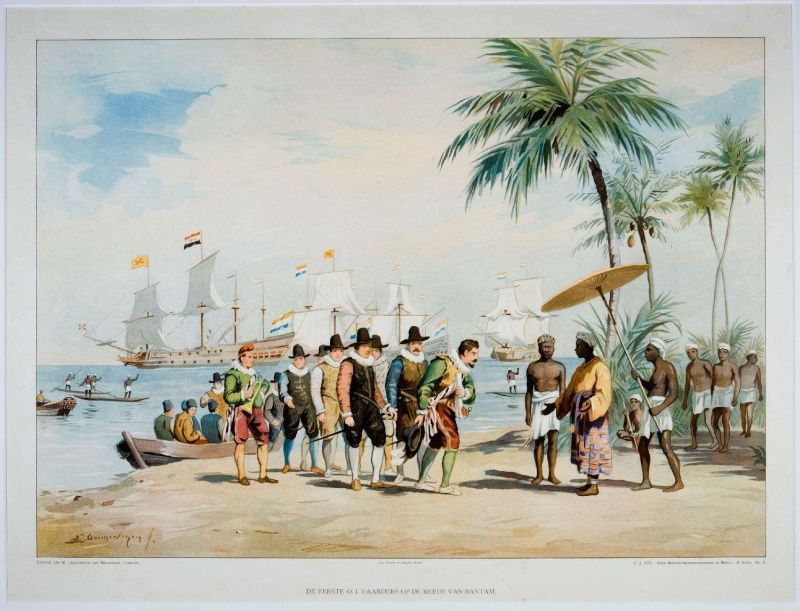
Nederlandse schoolplaat van Adriaan Groenewegen: Cornelis de Houtman komt aan in Bantam

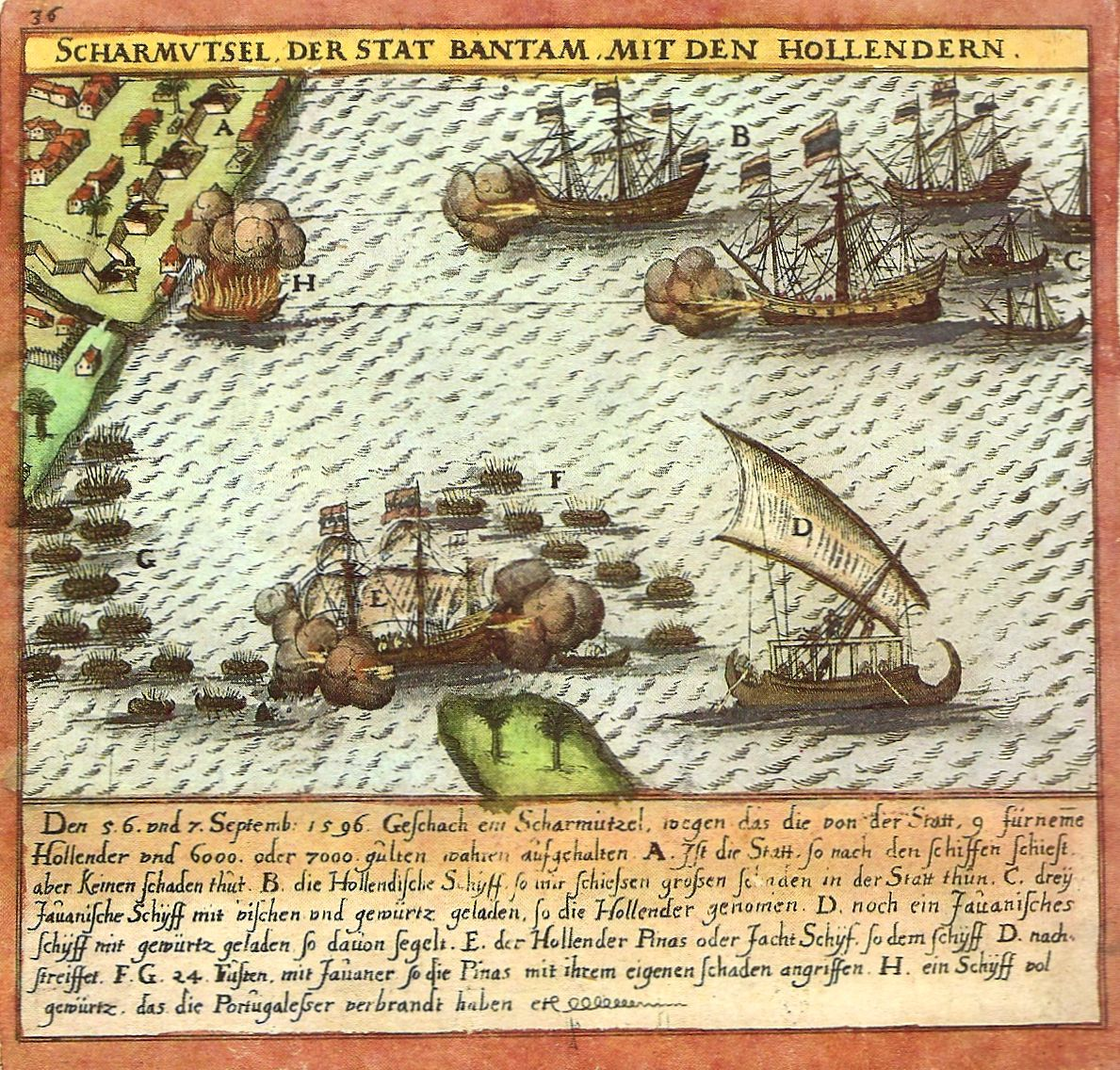
Beschieting op de stad Bantam en tegenaanval met prauwen

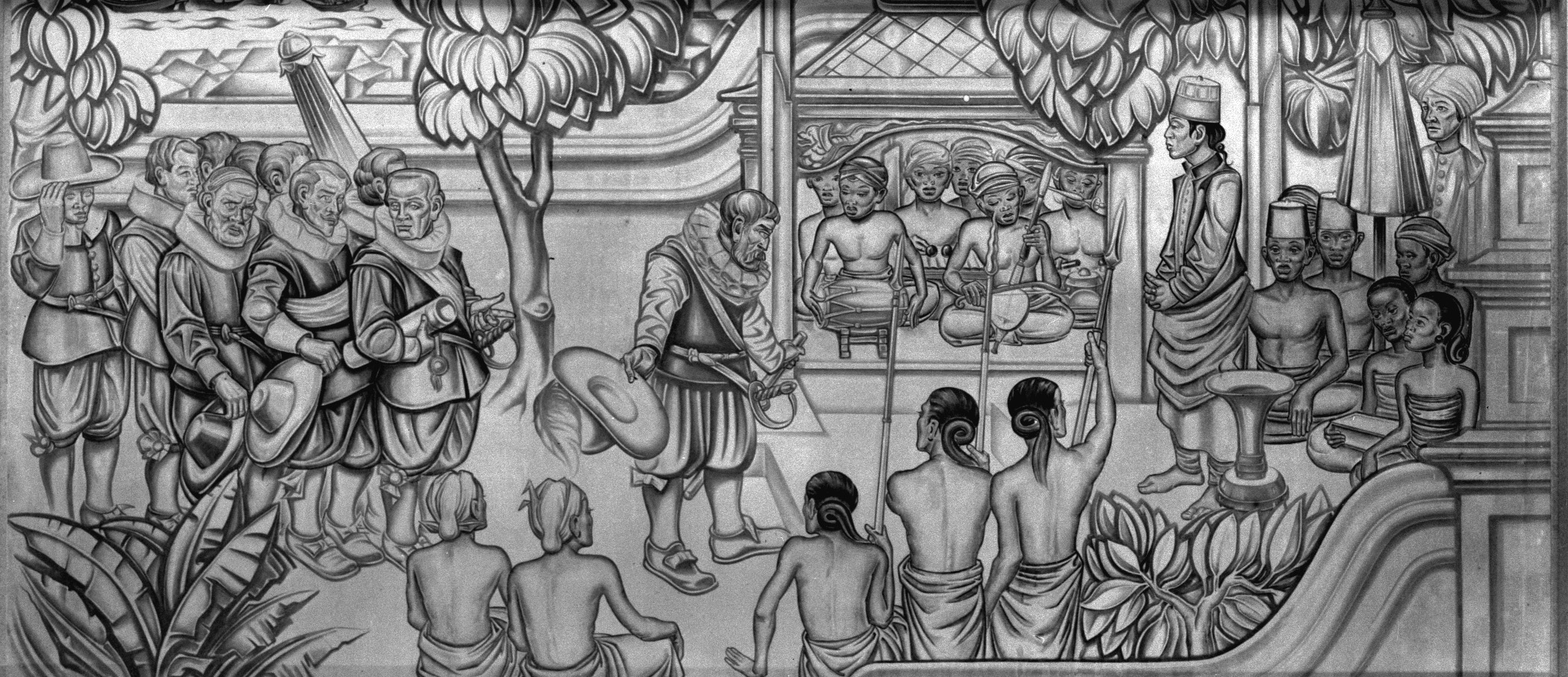
Wandschildering door Hendrik Paulides van de ontvangst van De Houtman in Bantam, getoond op de wereldtentoonstelling van 1931 in Parijs, foto KIT

### Arrestatie De Houtman
Er werden tijdens de eerste schipvaart in tegenspraak tot de richtlijnen van de eigenaren van de Compagnie van Verre mede door De Houtman alsnog plannen op tafel gelegd om naar de Molukken te varen, maar moe van alle ontberingen weigerde de bemanning. De Houtman wilde daarop met twee schepen terugkeren naar Holland, het derde zou alsnog naar de Molukken moeten varen. De kapitein van een van de schepen, Jan Meulenaer, ging onder protest akkoord. Nadat hij kort daarop vlak na een maaltijd plotseling stierf, werd De Houtman beschuldigd hem vergiftigd te hebben en werd hij in de boeien geslagen. De scheepsraad besloot daarop dat het beter was met alle schepen terug te varen naar Nederland. Twee dagen later werd De Houtman in vrijheid gesteld, aangezien volgens de scheepsraad er geen afdoend bewijs was dat hij bij het overlijden betrokken was.
De financiële opbrengst van de eerste schipvaart was geen succes. Er werd nauwelijks genoeg geld opgehaald om uit de kosten te komen, maar het doel van de reis was geslaagd. Het was bewezen dat het mogelijk was op eigen kracht en zonder veel overlast van de Portugezen naar Oost-Indië te varen. De Houtman werd uiteindelijk definitief vrijgesproken van de moord op Meulenaer.

### Ongeschiktheid De Houtman
Veel historici, waaronder jhr. mr. J.K.J. de Jonge en dr. H.D. Tijdeman, verwijten het voor een groot deel De Houtman dat deze tocht geen succes is geworden. Met kapitein Jan Meulenaer had De Houtman slaande ruzie en koopman Gerrit van Beuningen kon zijn bloed wel drinken. Van Beuningen was degene die tegen De Houtman inging door op eigen autoriteit onderweg Pieter Keyser te benoemen tot kapitein van de Hollandia, nadat de vorige, Jan Dignums, aan scheurbuik overleden was. In Bantam werd De Houtman gegijzeld door de plaatselijke hoofden. Dat zou volgens diverse historici te wijten zijn aan zijn ondiplomatiek en onverstandig optreden. Historicus E.M. Beekman vindt dat De Houtman niet de karaktervastheid bezat om als een betrouwbaar leider op te treden. Ook zou De Houtman volgens hem geen tucht en orde hebben kunnen houden.
Uit reisjournaals van bemanningsleden blijkt dat ook zij kritiek op De Houtman hadden. Stuurman en hoofdnavigator John Davis die mee was op zijn tweede zeereis naar Oost-Indië, betichtte hem van lafheid. Toen diverse bemanningsleden aan wal vermoord werden, stuurde De Houtman anderen aan land om te helpen, maar bleef zelf aan boord achter. Alleen om zijn eigen hachje te redden, stelt Davis. Hij verweet De Houtman al eerder op de reis slecht leiderschap door een bemanningslid op een belangrijke positie te benoemen, terwijl die elke avond te dronken was om op zijn eigen benen te staan. Ook zou het volgens Davis De Houtman zijn geweest die op zijn eerste reis op Madagaskar een inlander standrechtelijk geëxecuteerd zou hebben door hem een kogel door zijn lijf te schieten.

### De Houtman vermoord
De eerste verre zeereis was meteen de laatste van de Compagnie van Verre. Het bedrijf fuseerde met een andere compagnie. In 1598 gingen de broers met twee schepen van de Veersche Compagnie opnieuw naar Oost-Indië. Cornelis de Houtman had deze keer de leiding.
In Atjeh werden ze op 21 juni 1599 met veel egards ontvangen door de sultan. Op een van hun bezoeken werden ze zelfs begeleid door een stoet olifanten. De Houtman had afgesproken dat hij in ruil voor een voorraad peper naar het Maleisische rijk Johor zou varen met Atjehse soldaten om daar namens de sultan van Atjeh oorlog te voeren. De aanwezige Portugezen stookten de sultan echter op tegen de Hollanders.
Op 1 september 1599 kwamen talrijke zwaar bewapende soldaten aan boord om naar Johor te varen. Als geschenk hadden ze eten en alcoholische drank meegenomen, die uitgedeeld werden aan de bemanningen van de schepen. In het eten en drank bevond zich een ingrediënt dat een hallucinogene werking had, mogelijk afkomstig van de plant Datura. Nadat een deel van de bemanning verdoofd was geraakt, vielen de soldaten aan waarbij Cornelis de Houtman en 27 andere opvarenden om het leven kwamen. De 22 bootslui die nog aan land waren, werden vermoord of tot slaaf gemaakt. De Houtmans broer Frederick werd enkele jaren gevangen gehouden, totdat hij met geschenken van prins Maurits van Oranje-Nassau kon worden vrijgekocht.

## Monument gebroeders De Houtman

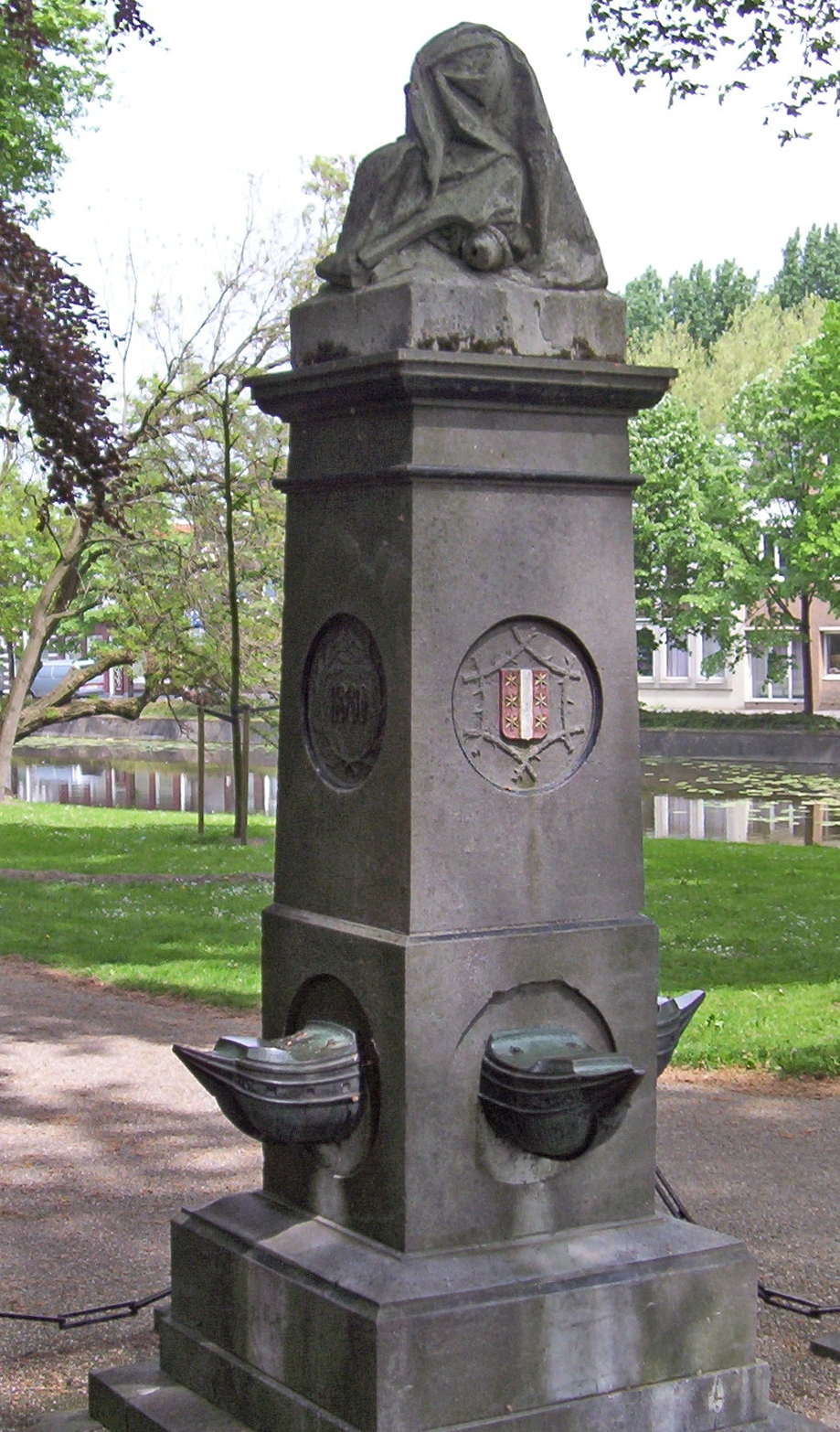
Monument gebroeders De Houtman in Gouda

Op initiatief van predikant J.N. Scheltema (1821-1895) werd in 1880 in Gouda een monument onthuld ter herinnering aan de ondernemerszin en koopmansgeest van de gebroeders De Houtman. Het is van de hand van de kunstenaar Xavier Stracké (1850-1888). De onthullingsdatum van 1 juli was met opzet gekozen, omdat dit de dag was waarop Cornelis de Houtman een overeenkomst had gesloten met de hoofden van Bantam, het eerste verdrag tussen Oost-Indië en Nederland. In 1901 kreeg het plantsoen waarin het staat de naam Houtmansplantsoen.
Het gedenkteken heeft de vorm van een afgeknotte obelisk. Aan de vier zijden waren oorspronkelijk vier koperen boegdelen van scheepjes bevestigd met de namen van de schepen waarmee destijds de eerste verre Nederlandse zeereis naar Oost-Indië gemaakt werd. De onthulling vond plaats in aanwezigheid van de minister van koloniën Willem van Goltstein van Oldenaller, de commissaris van de koning van Zuid-Holland Cornelis Fock en twee leden van de Tweede Kamer.
De inscriptie is:

1596 - 1880

Aan de gebroeders Cornelis en Frederik de Houtman

Inboorlingen en burgers van Gouda.

Als grondleggers van het verbond

van Nederland met Insulinde.

Het dankbare nageslacht.

De vier koperen scheepsboegen werden begin november 2011 gestolen.

## Vernoeming

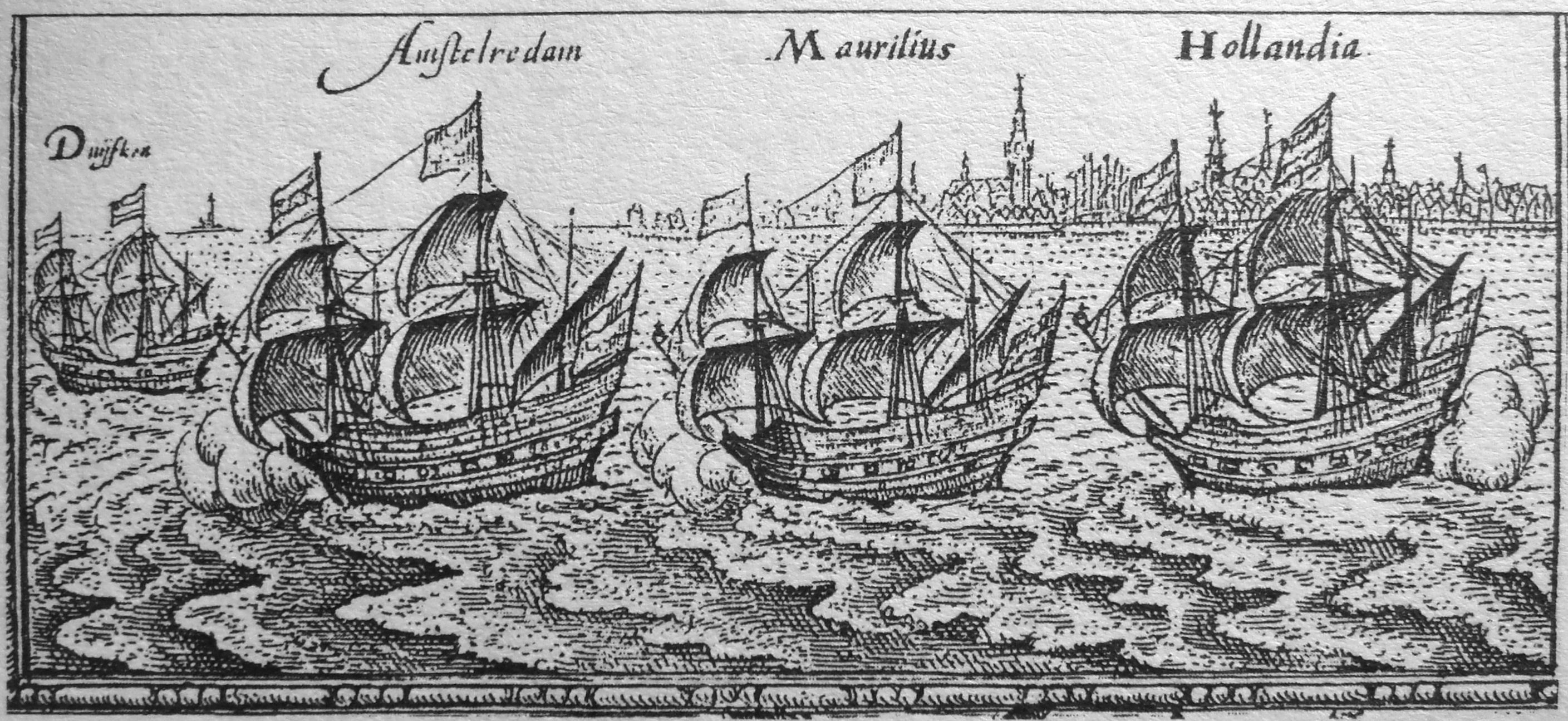
De vloot van de Eerste Schipvaart.

Naar Cornelis de Houtman (soms samen met zijn broer Frederick) zijn onder meer diverse straten vernoemd:
- Cornelis Houtmanstraat, te vinden in Hilversum, Utrecht, Bunschoten-Spakenburg, Emmen, Rheden, Delfzijl, Den Haag, Dordrecht, Schiedam, Vlaardingen en Zwolle.
- Cornelis de Houtmanstraat, te vinden in Den Helder, Best, Maarssen, Veenendaal, Capelle aan den IJssel en Roermond.
- Cornelis de Houtmanplantsoen, in Voorschoten.
- Cornelis de Houtmanlaan, in Maarssen.
- Cornelis de Houtman, een waterscouting in Gouda.
- De Houtmanstraat, te vinden in Amersfoort, Arnhem, Hoek van Holland en Oudeschild.
- Houtmankade, te vinden in Amsterdam en Haarlem
  - In Amsterdam ook de aangelegen Houtmandwarsstraat.
- Houtmanstraat, te vinden in Alkmaar, Amsterdam, IJmuiden, Lisse, Noordwijk, Oud-Beijerland en Wormerveer.
- Houtmansgracht, in Gouda.
- Houtmanspad, in Gouda.
- Houtmanpad, in Haarlem en Overveen.
- Houtmansplantsoen; plantsoen in Gouda ter nagedachtenis aan de gebroeders De Houtman.

## Literatuur

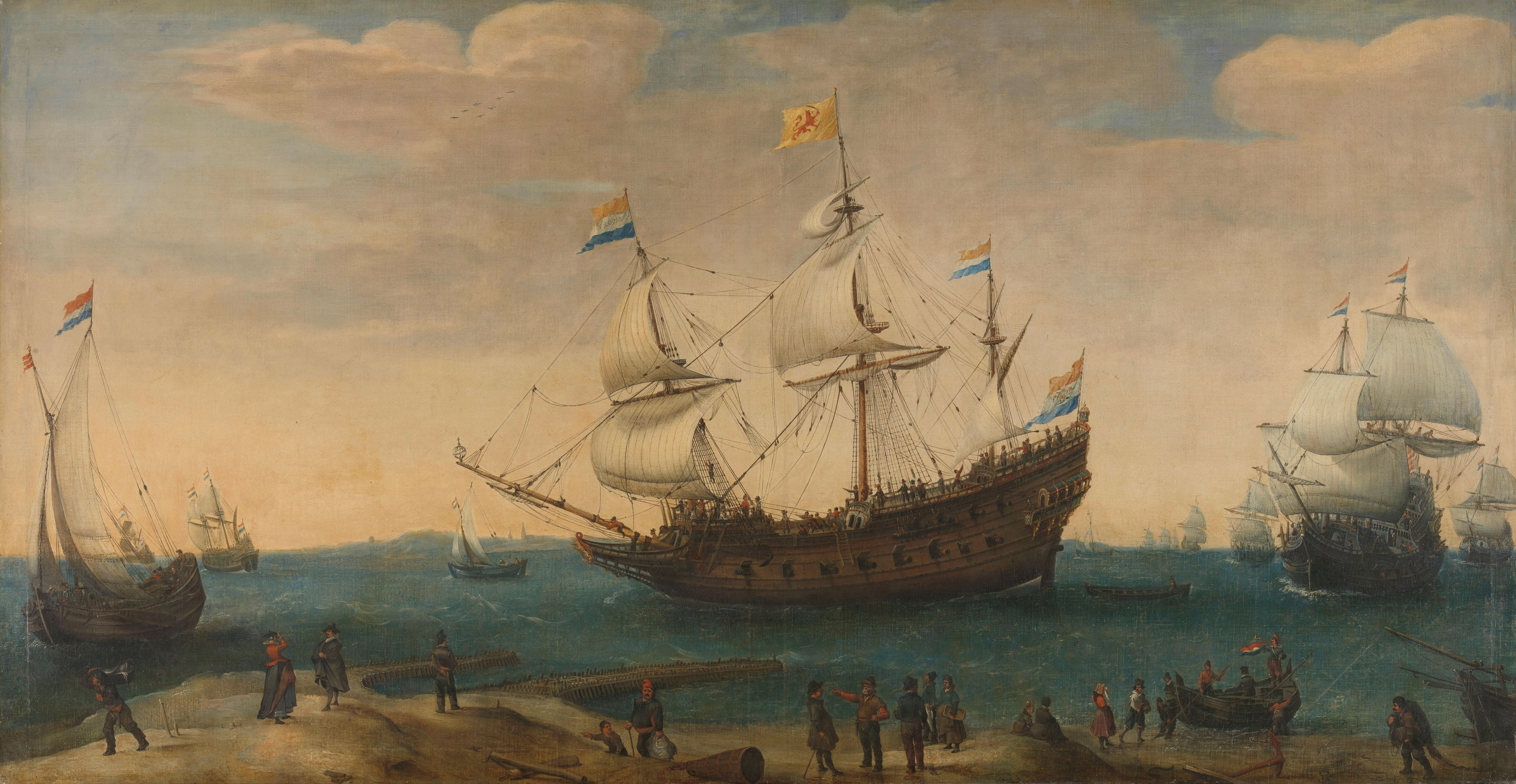
Het schip Mauritius. Detail uit een schilderij van Hendrick Cornelisz Vroom (datering circa 1600-1630). Rijksmuseum Amsterdam